# Анрі Сунз
Анрі Сунз (фр. Henri Sanz; нар. 17 січня 1963, Версаль, Франція) — колишній французький регбіст; зазвичай грав на позиції півзахисника сутички.

## Спортивна кар'єра
З 1980 по 1990, Анрі грав за клуб Нарбонн. Разом з цим клубом, Сунз багато раз проходив до фіналу чемпіонату Франції з регбі та тричі поспіль виграв Шаленж Ів дю Мануар.

## Спортивні досягнення
Турнір п'яти націй:
- Учасник: 1900

Шаленж Ів дю Мануар:
- Переможець: 1989, 1990, 1991
- Фіналіст: 1992
- Півфіналіст: 1993, 1994

Чемпіонат Франції:
- Півфіналіст: 1988, 1989